# Pallacanestro Torino 2014-2015
Questa voce raccoglie le informazioni riguardanti la Pallacanestro Torino nelle competizioni ufficiali della stagione 2014-2015.

## Stagione
La Pallacanestro Torino nel 2014-2015 gioca per il secondo anno consecutivo nella seconda categoria di basket.

## Roster
|}

### Staff tecnico e dirigenziale
- Allenatore: Manuele Petrachi
- Assistente Allenatore: Patrick Comba
- Assistente Allenatore: Mara Pignocco
- Addetto Arbitri:  Filippo Puglisi
- Allenatore Settore Giovanile:  Marco Spanu
- Addetto Statistiche:  Fabio Gentile
- Medico Sociale:  Roberto Carlin

## Risultati

### Serie A2

#### Prima Fase

##### Girone di andata
| Moncalieri 11 ottobre 2014, ore 21:00 1ª giornata | Pallacanestro Torino | 96 – 45 (31-17, 55-24, 83-38) referto | Pallacanestro Sanga Milano | PalaEinaudi |

| Broni 19 ottobre 2014, ore 18:00 2ª giornata | Pallacanestro Broni 93 | 57 – 62 (10-17, 22-30, 45-42) referto | Pallacanestro Torino | PalaBrera |

| Moncalieri 25 ottobre 2014, ore 21:00 3ª giornata | Pallacanestro Torino | 72 – 64 (16-15, 35-31, 59-49) referto | Basket Carugate | PalaEinaudi |

| Sesto San Giovanni 1 novembre 2014, ore 18:00 4ª giornata | Geas Basket | 78 – 65 (22-12, 47-28, 64-45) referto | Pallacanestro Torino | PalaCarzaniga |

| Moncalieri 8 novembre 2014, ore 21:00 5ª giornata | Pallacanestro Torino | 59 – 40 (19-17, 36-26, 41-34) referto | A-Zena Genova | PalaEinaudi |

| Moncalieri 15 novembre 2014, ore 21:00 6ª giornata | Pallacanestro Torino | 74 – 63 (15-10, 29-24, 47-47) referto | Selargius | PalaEinaudi |

| Alghero 22 novembre 2014, ore 17:00 7ª giornata | Mercede Basket Alghero | 63 – 92 (16-26, 33-43, 48-63) referto | Pallacanestro Torino | Palestra "Vittorio Corbia" |

##### Girone di ritorno
| Milano 30 novembre 2014, ore 18:00 8ª giornata | Pallacanestro Sanga Milano | 60 – 84 (14-18, 27-41, 47-65) referto | Pallacanestro Torino | Palestra Giordani |

| Moncalieri 6 dicembre 2014, ore 21:00 9ª giornata | Pallacanestro Torino | 61 – 57 (15-16, 32-33, 44-45) referto | Pallacanestro Broni 93 | PalaEinaudi |

| Pessano con Bornago 14 dicembre 2014, ore 18:00 10ª giornata | Basket Carugate | 57 – 64 (19-24, 31-36, 45-48) referto | Pallacanestro Torino | Palazzetto dello Sport |

| Moncalieri 20 dicembre 2014, ore 21:00 11ª giornata | Pallacanestro Torino | 78 – 71 (24-20, 43-45, 59-56) referto | Geas Basket | PalaEinaudi |

| Genova 10 gennaio 2015, ore 18:00 12ª giornata | A-Zena Genova | 70 – 75 (23-15, 37-34, 63-59) referto | Pallacanestro Torino | PalaDonBosco |

| Selargius 17 gennaio 2015, ore 16:00 13ª giornata | Selargius | 58 – 68 (21-18, 39-44, 47-50) referto | Pallacanestro Torino | Struttura Geodetica |

| Moncalieri 24 gennaio 2015, ore 15:30 14ª giornata | Pallacanestro Torino | 89 – 48 (20-10, 51-24, 71-31) referto | Mercede Basket Alghero | PalaEinaudi |

#### Seconda Fase

##### Girone di andata
| Genova 1 febbraio 2015, ore 18:00 1ª giornata | A-Zena Genova | 49 – 56 (15-15, 29-25, 37-39) referto | Pallacanestro Torino | PalaDonBosco |

| Moncalieri 7 febbraio 2015, ore 15:00 2ª giornata | Pallacanestro Torino | 50 – 39 (20-11, 24-16, 38-29) referto | Santa Marinella Basket | PalaEinaudi |

| Castel San Pietro 14 febbraio 2015, ore 21:00 3ª giornata | Magika Castel San Pietro | 43 – 40 (6-6, 19-20, 33-32) referto | Pallacanestro Torino | Palazzetto Roberto Ferrari |

| Vicenza 21 febbraio 2015, ore 20:30 4ª giornata | Associazione Sportiva Vicenza | 68 – 60 (16-10, 35-27, 43-42) referto | Pallacanestro Torino | Palazzetto PalaVicenza |

| Moncalieri 28 febbraio 2015, ore 21:00 5ª giornata | Pallacanestro Torino | 70 – 50 (26-7, 41-19, 60-40) referto | Basket Team Crema | PalaEinaudi |

##### Girone di ritorno
| Moncalieri 14 marzo 2015, ore 21:00 6ª giornata | Pallacanestro Torino | 58 – 47 (12-17, 28-29, 45-37) referto | A-Zena Genova | PalaEinaudi |

| Santa Marinella 21 marzo 2015, ore 16:00 7ª giornata | Santa Marinella Basket | 50 – 63 (14-19, 32-34, 44-49) referto | Pallacanestro Torino | Pala De Angelis |

| Moncalieri 28 marzo 2015, ore 21:00 8ª giornata | Pallacanestro Torino | 64 – 63 (20-17, 30-27, 44-39) referto | Magika Castel San Pietro | PalaEinaudi |

| Moncalieri 11 aprile 2015, ore 21:00 9ª giornata | Pallacanestro Torino | 55 – 48 (19-11, 33-25, 46-33) referto | Associazione Sportiva Vicenza | PalaEinaudi |

| Crema 19 aprile 2015, ore 18:00 10ª giornata | Basket Team Crema | 43 – 56 (17-16, 23-31, 34-44) referto | Pallacanestro Torino | Palestra Comunale “A. Cremonesi” |

#### Play Off Promozione
Spareggio contro la prima classificata del girone E al meglio delle tre gare.
| Ariano Irpino 30 aprile 2015, ore 21:00 gara 1 | Basket Ariano Irpino | 66 – 72 (18-23, 32-30, 47-51) referto | Pallacanestro Torino | Palasport di Ariano Irpino |

| Moncalieri 3 maggio 2015, ore 18:00 gara 2 | Pallacanestro Torino | 68 – 55 (21-20, 39-30, 53-45) referto | Basket Ariano Irpino | PalaEinaudi |

### Coppa Italia Serie A2
Grazie alla prima posizione in classifica al termine della prima fase nel girone A la Pallacanestro Torino ha ottenuto il diritto a partecipare alle Final Four di Coppa Italia in programma dal 7 all'8 marzo a Rimini.
| Rimini 7 marzo 2015, ore 18:30 semifinale | Pallacanestro Torino | 55 – 57 (13-12, 28-25, 49-39) referto | Bonfiglioli Ferrara Basket | Arena Atene 2004 |

## Statistiche

### Statistiche di squadra
| Competizione      | Punti | In casa | In casa | In casa | In casa | In casa | In trasferta | In trasferta | In trasferta | In trasferta | In trasferta | Totale | Totale | Totale | Totale | Totale | Totale |
| Competizione      | Punti | G       | V       | P       | PF      | PS      | G            | V            | P            | PF           | PS           | G      | V      | P      | PF     | PS     | DIF    |
| ----------------- | ----- | ------- | ------- | ------- | ------- | ------- | ------------ | ------------ | ------------ | ------------ | ------------ | ------ | ------ | ------ | ------ | ------ | ------ |
| A2 - Prima Fase   | 26    | 7       | 7       | 0       | 529     | 388     | 7            | 6            | 1            | 510          | 443          | 14     | 13     | 1      | 1039   | 831    | +208   |
| A2 - Seconda Fase | 16    | 5       | 5       | 0       | 297     | 247     | 5            | 3            | 2            | 275          | 253          | 10     | 8      | 2      | 572    | 500    | +72    |
| A2 - Play off     | -     | 1       | 1       | 0       | 68      | 55      | 1            | 1            | 0            | 72           | 66           | 2      | 2      | 0      | 140    | 121    | +19    |
| Coppa Italia A2   | -     | -       | -       | -       | -       | -       | 1            | 0            | 1            | 55           | 57           | 1      | 0      | 1      | 55     | 57     | -2     |